# Hyparrhenia rufa
Hyparrhenia rufa (Nees) Stapf conocida popularmnete como jaraguá, es una hierba gramínea de la familia de las poáceas.

## Descripción
Es una planta perenne a veces anual, macollada, que alcanza los 3 m de altura, resistente a la sequía, con tallos delgados a robustos de 3 a 25 dm de alto, con hojas de 3 a 6 dm de largo y de 2 – 8 mm de ancho. La espata de la panícula es de varios tamaños, con espátulas de 3 – 5 cm de largo, por lo general más cortas que los pedúnculos del racimo doble.  Los racimos son color amarillo oscuro o rojizos, miden de 2 – 2,5 cm de largo, con 9 – 14 aristas por cada racimo y las espiguillas tienen de 3 – 5 cm de largo.

## Hábitat
Ocupa el segundo lugar de importancia después del pasto gamba como forraje en Nigeria. En estado joven es valioso, pero baja su nivel nutritivo cuando florece. No persiste bajo pastoreo intenso, se establece por semilla o por divisiones de raíces.
Es originaria de África.  Considerada una planta exótica, fue introducida accidentalmente en América por barcos de esclavos, y después naturalizada en algunos países como México, donde se puede encontrar formando manchones de pasto junto con pastos nativos.
Se cultiva ampliamente en África del Sur, Brasil, Centro y Sudamérica.  Cultivada en  México, Cuba, Nicaragua, Puerto Rico, Nigeria, Brasil, etc.

## Cultivo
Si se siembra la semilla sin limpiar y con cáscara en una cama sobre el terreno puede durar hasta 2 años en establecerse.  Pero si se prepara el terreno, se le fertiliza, se la descascara y se siembra en hileras, y con riego por aspersión, se le podría aprovechar a los 5 meses.
Principalmente es utilizado para pastoreo directo y algunas veces henificado. 
Principalmente se utiliza para su fertilización compuestos nitrogenados y fosforados, ya que el potasio no causa ningún aumento en la productividad.
Para mantener a este pasto frondoso se recomienda un pastoreo frecuente y continuo, pero no a una altura menor de 30 cm.
Se utiliza para la producción de carne; una ha de pastura se considera adecuada para un novillo.
En México en 2 años los rendimientos de carne durante la temporada de lluvia fueron de 147 kg/ha por novillo, pastoreado con pasto sin fertilizar y de 205 kg/ha cuando se aplicaron 100 kg/ha de nitrógeno. 
La semilla se colecta a mano de prados usados para forraje y pastoreo, la mejor distancia para siembras es en hileras de 50 a 60 cm.  El tiempo entre la floración y la maduración de la semilla es de 35 días y la viabilidad de la semilla es de 14 meses a una temperatura de 10 °C y una humedad relativa muy baja.

## Nombres comunes
- Inglés: giant thatching grass, jaragua grass   (Source: World Econ Pl ).
- Afrikáans: geelaartamboekiegras.
- Alemán: braunes Deckgras, Jaraguagras.
- Portugués: capim-jaraguá,  jaraguá.
- Español: yaragua, jaraguá.[1]

## Sinonimia
- Trachypogon rufus Nees
- Andropogon rufus (Nees) Kunth
- Cymbopogon rufus (Nees) Rendle[2]